# Interpretación de los sueños

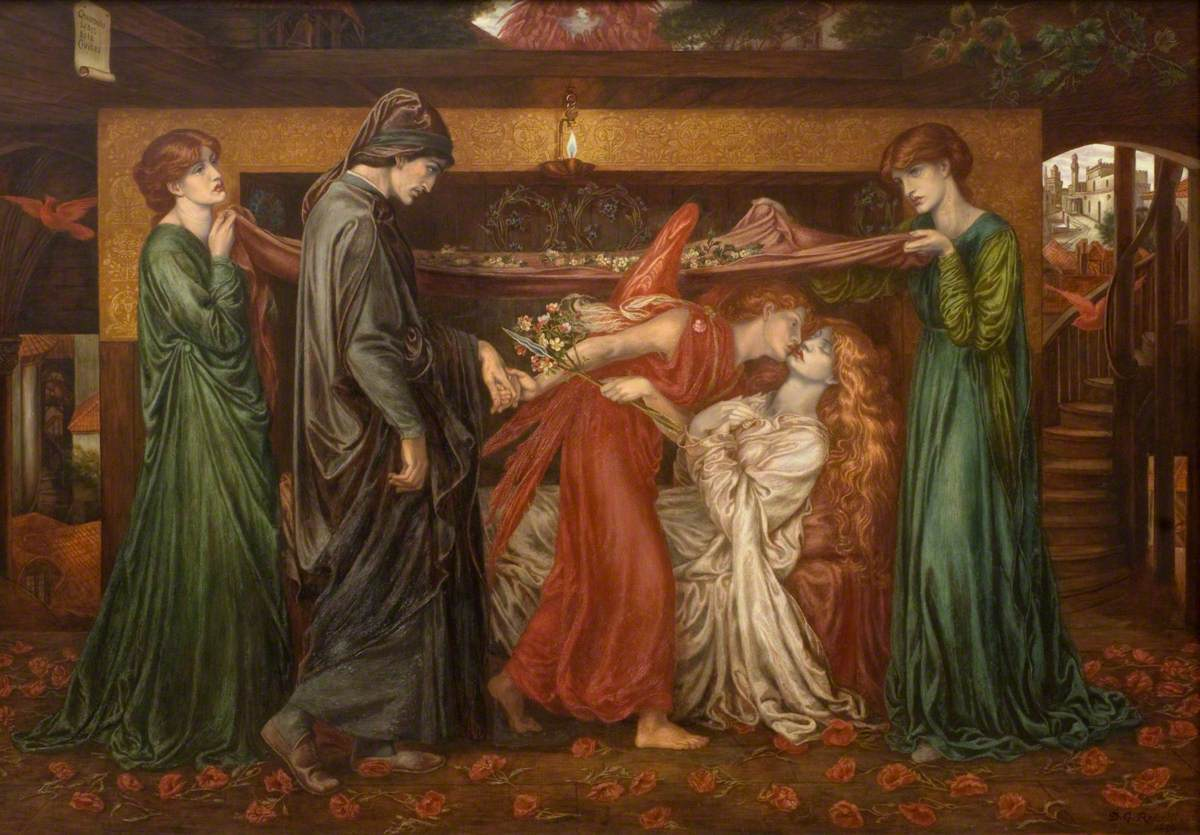
El sueño de Dante.

La interpretación de los sueños es el arte y la técnica de asignar significado a los diversos componentes, elementos e imágenes que aparecen en los sueños. Se trata de una práctica humana milenaria, de la que se conservan registros escritos de más de 3800 años de antigüedad. Igualmente, algunas comunidades humanas y pueblos originarios actualmente existentes (por ejemplo, varios pueblos amazónicos, tales como los shuar y achuar, o los aborígenes australianos) incorporan la práctica a su sistema de creencias y organización social. Mientras el desciframiento de los símbolos oníricos buscaba en la antigüedad revelar un mensaje divino, a comienzos del siglo XX y a partir de los desarrollos teóricos del psicoanálisis la interpretación de los sueños se orienta a revelar contenidos inconscientes y pasa a ser una técnica clínica, utilizada hasta la época actual, no solo por el psicoanálisis, sino por diversas vertientes de la psicología clínica.

## Manifestaciones oníricas en el pensamiento griego
El sueño fue en la Antigüedad una incógnita más de cuantas rodeaban al ser humano. En un primer momento, la aproximación del hombre griego al fenómeno onírico debió plasmarse en la tradición oral, basada en la experiencia práctica e influenciada por corrientes orientales (caldeos). Las fuentes antiguas confirman un conocimiento muy difundido a nivel popular, juzgándose el sueño como el vehículo idóneo para la expresión de la voluntad divina, realizándose a su vez la interpretación de las visiones portadoras de un mensaje alegórico, creencias muy arraigadas que perdurarán durante siglos hasta la etapa bizantina.
Simultáneamente discurrirá paralela una corriente que abordará el sueño desde un análisis más racional, gracias a los representantes de una clase intelectual, defensora del espíritu de la ilustración griega.

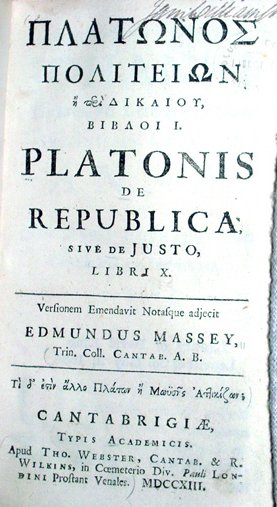
Edición de 1713 de La República de Platón.

El desarrollo histórico de esta dualidad se puede contemplar empezando por la orientación más especulativa:
- Libro IV del tratado Sobre la dieta del Corpus Hippocraticum. Primer documento constatable donde los sueños son considerados signos premonitorios de desarreglos corporales.
- La República de Platón, como deducción de su división tripartita del alma (racional, irascible y concupiscible).
- Acerca de los ensueños y Acerca de la adivinación por el sueño (incluidos en Parva Naturalia) de Aristóteles.

Todas estas exposiciones teóricas presupondrán un origen exclusivamente físico de los sueños, dando paso con posterioridad a la hipótesis de un origen trascendente:
- Las doctrinas pitagóricas ya lo habían concebido como un vehículo de comunicación de los seres sobrenaturales, dependiendo la recepción del mensaje del estado de pureza psíquica y corporal del soñante.
- También los estoicos proclamarán la validez mántica de los sueños, al confirmar la existencia de dioses, la providencia y el hado.
- Posidonio introducirá el concepto de simpatía como vía de unión entre el alma humana, replegada en sí y liberada de lo corporal, y el ser sobrenatural. El acceso a dicha vía se produce por el delirio profético, el sueño y la muerte.
- Los peripatéticos Dicearco y Cratipo coincidirán en idéntico origen.

Frente a esta vía metafísica es reseñable un último esfuerzo por defender una causa fisiopsicológica en los sueños:
- El sueño sería consecuencia de la acción de unos átomos externos sobre el alma individual. Este movimiento, el atomismo, vería su inicio en Aristóteles y Demócrito, reflejando en esencia el pensamiento de Epicuro, así como del poeta Lucrecio.

Finalmente, y con posterioridad, la escuela neoplatónica dará fuerza de ley al anterior transcendentalismo estoico al ver en el sueño la mejor prefiguración de la experiencia mística.

### Oniromancia
Simultáneamente al citado desarrollo epistemológico sobre la experiencia onírica, discurrían también importantes divagaciones y prácticas de honda repercusión cultural: la adivinación en general y la oniromancia (del griego ὄνειρος, ensueño, y -mancia, arte que por medio de los sueños pretende adivinar el porvenir) en particular. Progresivamente aparecerán configurados los rasgos característicos de la oniromancia en su despliegue posterior:
1. Creencia en que algunos sueños pueden predecir el futuro.
2. El lenguaje empleado es alegórico.
3. Existencia de profesionales de la interpretación.

Representantes obligados serán los siguientes:
- Homero relata diversas experiencias oníricas en sus dos obras fundamentales:

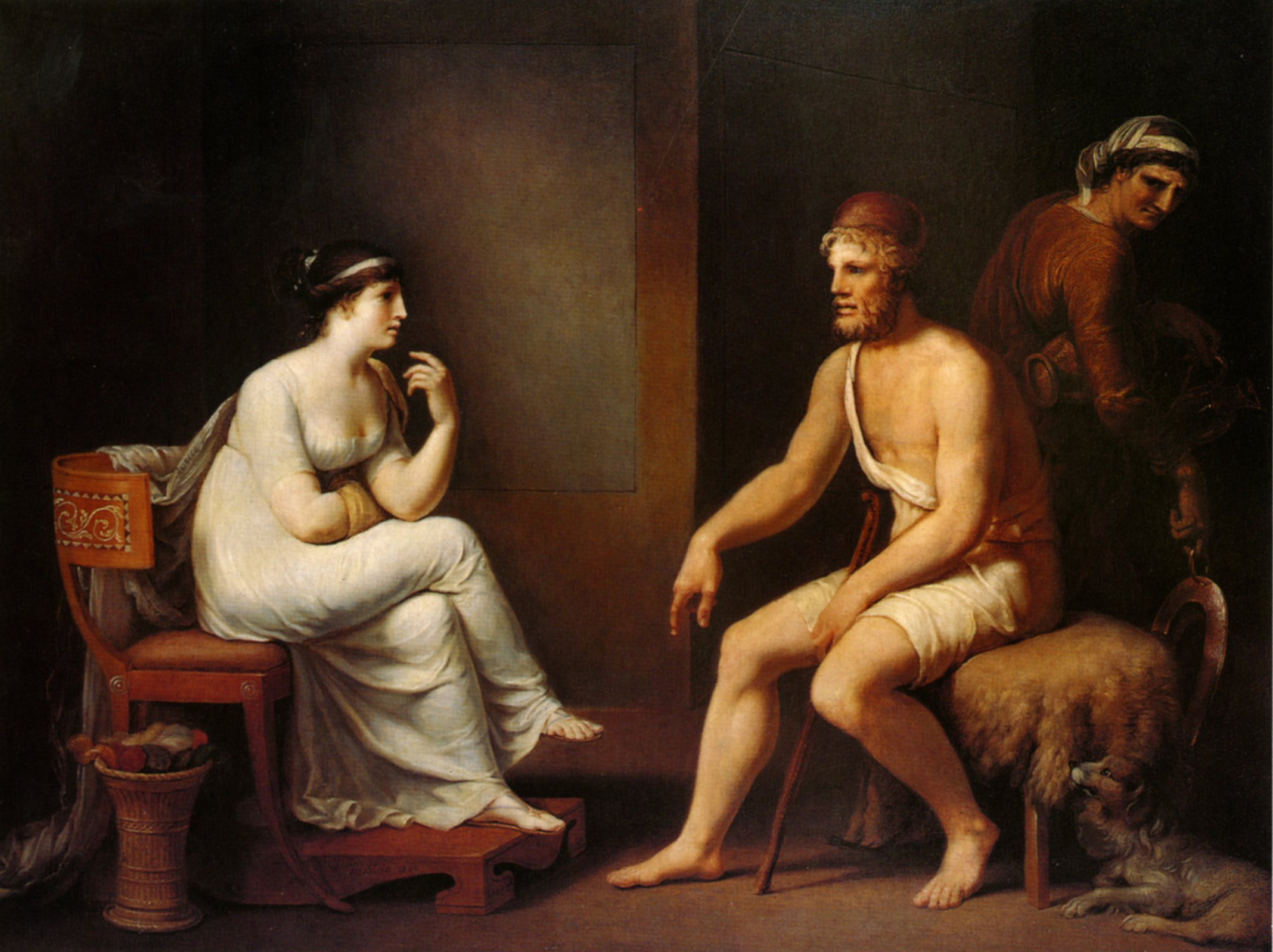
Odiseo y Penélope, Johann Heinrich Wilhelm Tischbein (1802).

En la Odisea, Penélope refiere a un mendigo (Odiseo) la visión que ha tenido, expresando al finalizar:

Hay sueños inescrutables y de lenguaje oscuro y no se cumple todo lo que anuncian a los hombres. Hay dos puertas para los leves sueños: una, construida de cuerno, y otra, de marfil. Los que vienen por el bruñido marfil nos engañan, trayéndonos palabras sin efecto, y los que salen por el pulimentado cuerno anuncian al mortal que los ve cosas que realmente han de verificarse.

En la Ilíada, Aquiles se cuestiona la actitud del dios Apolo, para lo cual consulta a un intérprete de sueños (oneiropólos), mencionándose a su vez a Euridamante, viejo practicante de dicho arte.
- En Antifonte encontramos el que es considerado el primer tratado oniromántico, abordado desde una perspectiva más racional.
- Aristandro, al servicio de Filipo de Macedonia y de su hijo Alejandro, era procedente de Telmeso, Caria, centro neurálgico de la adivinación. Su aportación marcaría un hito fundamental en el desarrollo posterior de la disciplina, introduciendo en su obra una subdivisión teórica y práctica imitada en lo sucesivo.
- Artemidoro citará a varios autores: Demetrio de Falero, Antípatro, Alejandro de Mindo, Febo de Antioquía, Artemón de Mileto, Paníasis de Halicarnaso, Nicóstrato de Éfeso, Apolonio de Atalia, Apolodoro de Telmeso y Gémino de Tiro.

Además de estos escritos existieron en gran número otros menores que compendiaban fórmulas aplicadas por el intérprete en correspondencia a las características del sueño del consultante. Estos documentos fueron quizá los precedentes de la posterior manualística. Los índices de equivalencias entre imagen onírica y realidad crearon un sistema con la intención de abarcar la totalidad de la experiencia onírica y reconducirla a un nivel simbólico accesible al estado de vigilia. Este uso no se perdió a pesar de la abundancia textual dedicada al estudio onírico en todos sus aspectos.

### Otras manifestaciones tardías
- Cicerón, Sobre la adivinación.
- Artemidoro, el tratado Oneirokritiká o La Interpretación de los sueños.
- Elio Aristides, Los Discursos Sagrados.
- Macrobio, el Comentario al Sueño de Escipión de Cicerón.
- Sinesio de Cirene, De Insomnis.

### Incubatio
En el dilatado mundo de la interpretación de los sueños existió también un área que alcanzó un desarrollo espectacular: la incubatio que tenía lugar en determinados santuarios.

## Interpretación psicológica

### Psicoanálisis
Las elaboraciones freudianas de 1900 sobre la interpretación de los sueños no son completamente novedosas. Además de inscribirse dentro de una tradición milenaria, forman parte de la historia de la filosofía como continuación de un desarrollo que va desde Aristóteles a Hegel, en un proceso que culmina con las elaboraciones del romanticismo alemán y que, aunque desde múltiples vertientes, confluyen para describir una idea básica: es probable que los sueños tengan un significado y que ese significado se pueda estudiar. En este contexto, el aporte freudiano consiste en poner el acento en que ese simbolismo tiene relación con la persona humana, con su propia vida anímica y, más precisamente, con el sistema inconsciente que es parte integrante del aparato psíquico de un sujeto particular, cuyo deseo se manifiesta en el sueño, en tanto este es un producto del inconsciente.[cita requerida]

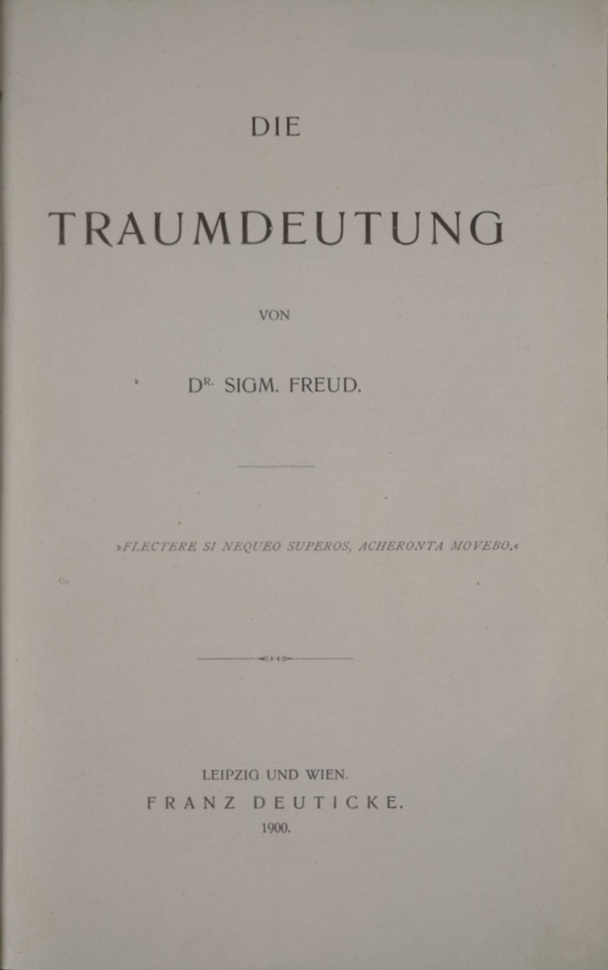
Portada de la primera edición en alemán de La interpretación de los sueños de Sigmund Freud.

Para el psicoanálisis, la interpretación de los sueños es una herramienta poderosa en la exploración del inconsciente. En palabras de Freud: «La via regia hacia el inconsciente». Según lo expresó en Esquema del psicoanálisis (1940 [1938]), poco podría aprenderse del estudio de casos normales caracterizados por una bien definida separación entre el yo y el ello, sostenida ésta gracias a las resistencias o contrainvestiduras, y por el trabajo mancomunado entre la organización yoica y el superyó. Solo arrojarían luz, en cambio, los estados de conflicto, en los que el material inconsciente perteneciente al ello amenazara con irrumpir en la conciencia y el yo debiese defenderse frente a tal asalto. Sin embargo, tales estados no se dan exclusivamente en el marco de perturbaciones patológicas, sino que de continuo tienen lugar durante el dormir, razón por la cual, los sueños, que Freud reconoce como actos psíquicos, constituyen un privilegiado objeto de estudio para la indagación psicoanalítica. Puesto que el psicoanálisis es sobre todo una teoría sobre el inconsciente y una terapia basada en el análisis e interpretación de sus formaciones (sueños, lapsus, actos fallidos, síntomas) a través de la asociación libre y en una determinada situación analítica (la relación transferencial entre analista y analizando), la interpretación de los sueños forma parte esencial de la técnica de tratamiento psicoanalítico.[cita requerida] La disección del material onírico comporta la ventaja adicional de prescindir del análisis de manifestaciones mórbidas, tarea que había hecho de la teoría freudiana blanco de críticas basadas en el argumento de que en los descubrimientos realizados en tal análisis fundamentaría su concepción del psiquismo normal. Los sueños, cuya inteligibilidad no suele estar al alcance del soñante, pueden oponerse perfectamente a lo que él sabe sobre el mundo real y, prestándoles creencia, es decir, suponiendo, mientras duerme, que lo que ellos describen refiere a la realidad objetiva, no hace otra cosa que conducirse como un alucinado.

#### La interpretación en psicoanálisis

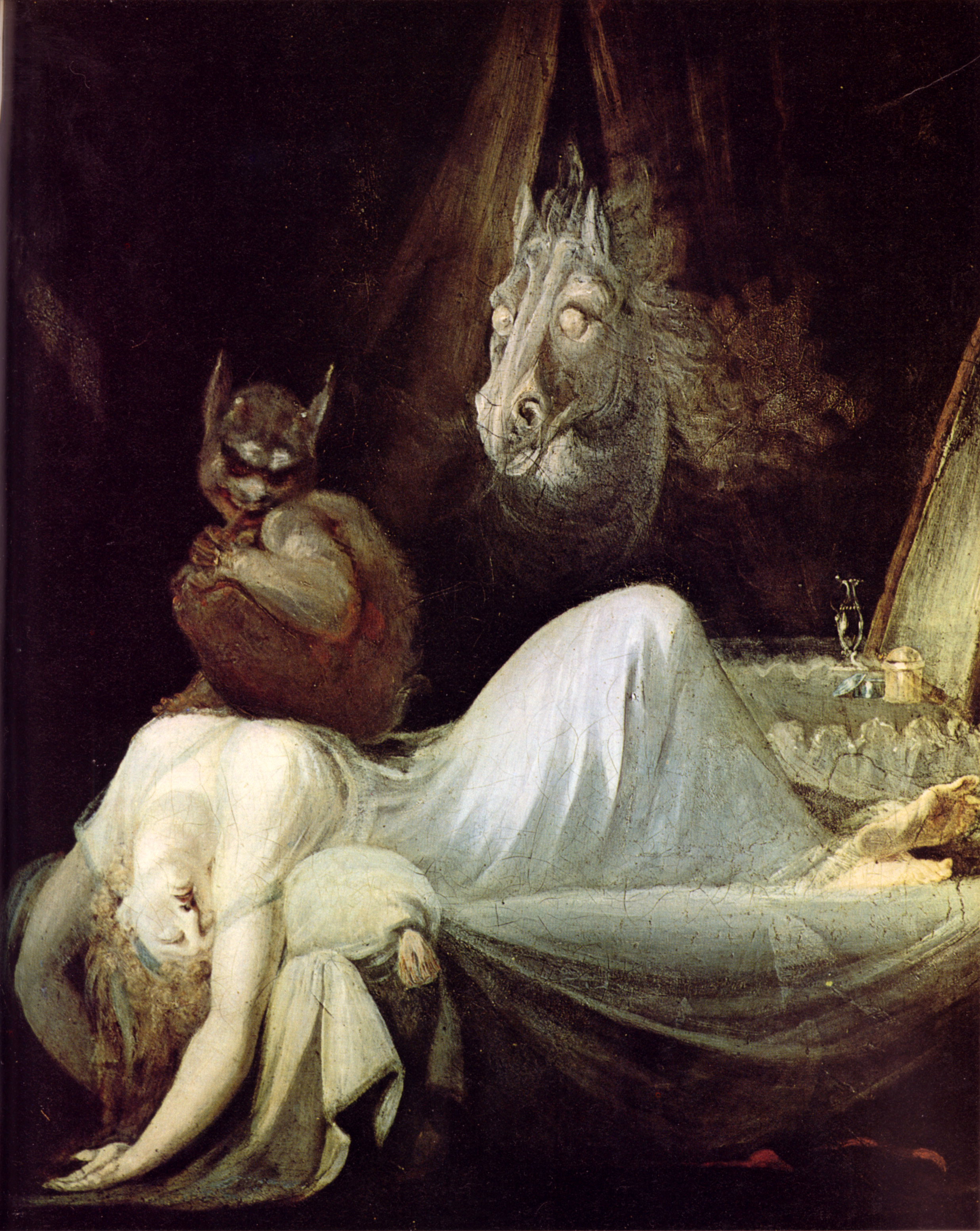
La pesadilla de Füssli como representación del sueño en el arte.

La interpretación misma (como técnica psicoanalítica que incluye, pero abarca más allá de la interpretación de los sueños) fue definida por Freud de manera negativa: en muchísimos pasajes de su vasta obra, Freud, en lugar de aportar una descripción técnica precisa se refiere más bien a lo que no debe ser y a los peligros que conlleva. Debido a que “interpretar” es una actividad psíquica que engloba diversos procesos posibles (que van desde la simple asignación de significados para intentar explicar algo, hasta el “delirio de interpretación”, tan frecuente como fenómeno psicótico), Freud, en diversos intentos de formular algún tipo de reglas técnicas para la interpretación, hace hincapié en los siguientes deslindes entre interpretación psicoanalítica e “interpretación salvaje”, estableciendo para la interpretación en psicoanálisis lo siguiente:
- No es una técnica independiente. Debe enmarcarse en el tratamiento psicoanalítico y someterse a sus mismas reglas técnicas (Freud, 1911).[15]
- No debe contaminarse con actitudes supersticiosas, proyectivas o paranoicas.[cita requerida]
- No debe ser en ningún caso sugestiva: se trata de interpretar lo que sale a través de la formación inconsciente y no de inducir asociaciones.[cita requerida]
- No debe permitirse la interpretación "salvaje" (o "silvestre"), es decir, debe ser una interpretación reflexiva y seria que hace un analista apoyándose en la observación de la estructura psíquica del sujeto así como del análisis de sus resistencias, de lo reprimido, de las repeticiones y de las formas y mecanismos de retorno que tiene lo reprimido (Freud, 1910).[16]
- No debe sucumbir a la manía y al delirio interpretativo.[cita requerida]
- No resulta conveniente trabajar con material onírico en ausencia del soñante, o al menos solo es posible esperar en tales casos muy magros resultados (Freud 1929),[17] sino que lo que se analiza es el trabajo del sueño incluida la elaboración secundaria, el establecimiento de los vínculos que los sueños puedan tener entre sí y sus relaciones con el mundo exterior, un proceso que solo puede darse cabalmente en medio de la cura y en situación transferencial.
- La interpretación se complementa con la construcción (Freud, 1937)[18] y es una actividad del analista que realiza en la cura, orientada a reconstruir la historia del sujeto, particularmente en sus aspectos infantiles e inconscientes, entregando coherencia global a dicha historia. En este marco preciso se inscribe la técnica de interpretación de su actividad onírica.

#### Críticas y reformulaciones de la interpretación en la técnica analítica
A pesar de todas estas advertencias de Freud, el goce interpretativo salvaje (no solo de los sueños) se difundió profusamente como práctica, incluso dentro del propio movimiento psicoanalítico, dando así pie a muchas críticas al psicoanálisis que hasta hoy subsisten (por ejemplo, las conocidas acusaciones de charlatanería, ocultismo o superstición) y que rara vez se basan en los escritos de Freud, apoyándose mayoritariamente en teorías mediocres expuestas en textos de autores menores.
Al interior del movimiento psicoanalítico también hubo autores que criticaron esta tendencia a interpretarlo todo (por ejemplo Edward Glover o Heinz Kohut).[cita requerida]
El psicoanalista francés Jacques Lacan se dispuso a hacer una revisión de la teoría freudiana. En este contexto analizó también a fines de los años '50 y de manera muy detenida el papel de la interpretación en la técnica analítica y la manera en que engarzaba con su teoría del significante. Según describe Lacan en dos seminarios sucesivos (el de 1957-1958 y el de 1958-1959), el énfasis debería estar puesto en analizar el sueño como una formación del inconsciente —que «sabe» del sujeto del inconsciente y puede dar cuenta acerca de hacia dónde se encamina su deseo— y no en asignarle verdades interpretativas a los símbolos que en él aparecen.

No obstante, sus discípulos cedieron a la manía interpretativa. Mientras que los freudianos hacían surgir en todas partes símbolos sexuales, y los kleinianos «intuían» detrás de cada discurso el odio arcaico a la madre, los lacanianos inventaron una nueva jerga interpretativa hecha de juegos de palabras, matemas, nudos borromeos.
Elizabeth Roudinesco, op. Cit., p. 547

Con todo, la práctica psicoanalítica de la interpretación ha sido objeto de diversas críticas. Entre ellas, la que ha alcanzado mayor notoriedad es la proveniente desde la corriente epistemológica falsacionista encabezada por Karl Popper, quien en sus intentos de deslinde entre ciencia y no-ciencia señaló como criterio último de demarcación la posibilidad que una teoría ofrece para poder ser refutada. Y justamente debido a que el psicoanálisis se basa en la interpretación (por ejemplo de los sueños u otras formaciones inconscientes) y a que un acto interpretativo no puede ser refutado, el psicoanálisis no podría, según este autor, ser considerado una teoría científica.[cita requerida]

#### Contenido manifiesto, pensamientos oníricos latentes y trabajo del sueño
Uno de los hitos inaugurales del método psicoanalítico de la interpretación de los sueños fue el reconocimiento de que lo que de estos se retiene en la memoria al despertar no es más que una fachada (contenido manifiesto) y, por lo tanto, no se condice con el genuino proceso onírico, que corresponde a los pensamientos oníricos latentes. El trabajo del sueño (denominado elaboración onírica en la traducción de Luis López Ballesteros y de Torres; Traumarbeit bajo la pluma de Freud) es el encargado de trasponer estos pensamientos en aquella figuración manifiesta. Los contenidos inconscientes que pugnarían por adquirir la propiedad de preconsciente y situarse al alcance del yo solo lo conseguirían a costa de una desfiguración onírica. Los sueños comparten junto a los lapsus, los olvidos inexplicables, los chistes, los actos fallidos, su procedencia desde el mismo lugar tópico. Sin embargo, Freud es enfático al señalar que en la cura psicoanalítica en ningún caso se trata de encontrar un inconsciente oculto en profundidades insondables. Por mucho tiempo se habría cometido el error de confundir a los sueños con sus contenidos manifiestos, por lo que Freud advertía del peligro, igualmente erróneo, de confundirlos ahora con sus contenidos latentes.[cita requerida] En una nota agregada en 1914 a La interpretación de los sueños puntualiza:

Después de haber equiparado durante tanto tiempo al sueño con su contenido manifiesto, hay que guardarse ahora de confundirlo con los pensamientos oníricos latentes.

En psicoanálisis lo esencial del sueño es, en cambio, el mencionado trabajo del sueño, es decir, aquel conjunto de mecanismos y operaciones que el aparato psíquico realiza para traducir los pensamientos oníricos latentes en simbolización onírica manifiesta. Este trabajo no tendría nada de creativo, sino que sería más bien una suerte de traducción y enmascaramiento,[cita requerida] que ocurre principalmente a través de cuatro mecanismos que Freud describió como:
- Condensación
- Desplazamiento
- Consideración de la representabilidad
- Elaboración secundaria.

Las normas que regulan el acaecer inconsciente son fundamentalmente dos: condensación y desplazamiento. La primera se discierne en la propensión a reunir en singulares aglomeraciones elementos heterogéneos que la actividad mental preconsciente de la vigilia se habría mostrado resuelta a no poner en conexión. Una pequeña pieza del contenido manifiesto podrá ser el modesto representante de vastas ilaciones de pensamientos latentes al punto que el texto objetivo del sueño es a menudo un compendio sumamente sucinto si se lo compara con la exuberancia de aquellos pensamientos. Por su parte, el desplazamiento, mecanismo íntimamente enlazado con el de la condensación, permite que un elemento ceda a otro su quantum energético, por lo que este segundo elemento se impone con particular claridad en el relato del sueño, pudiendo conducir al error de hacernos creer que es por ello el más digno merecedor de nuestra atención, cuando en realidad desempeñaba un papel poco destacado en los pensamientos oníricos; complementariamente lo que en tales ilaciones inconscientes sea lo principal puede aparecer representado por las más insignificantes trazas en el contenido manifiesto. Por su parte, la elaboración secundaria es definida como “los intentos, harto a menudo insuficientes, por dar al todo una forma todavía aceptable para el yo” y en ella “se discierne el influjo de la organización yoica aún no paralizada.”
Las reglas que gobiernan la lógica no operarían en lo inconsciente, que queda definido como “el reino de la alógica”. Afanes y tendencias antagónicos conviven allí a veces sin suscitar el menor conflicto por no influirse recíprocamente, otras provocando uno en el que, sin embargo, no se toma partido por ninguna opción en particular, sino que estas se funden en un compromiso de la más absurda constitución por poner lado a lado exigencias inconciliables. Esto guarda estrecho vínculo con que los opuestos, lejos de mantenerse apartados, son tomados como si fueran una y la misma cosa: así, cada elemento del contenido manifiesto del sueño puede figurar precisamente a su contrario. Para dar fuerza a su tesis, Freud argumenta que eso también ocurría en las lenguas arcaicas: en un inicio, los conceptos de “fuerte” y “débil”, “claro” y “oscuro”, y “alto” y “profundo” pudieron haber sido designados a través de la misma raíz. Incluso en latín altus tendría el valor de “alto” y de “profundo”, mientras que sacer referiría tanto a “sagrado” como a “impío”. La siguiente es una de las numerosas definiciones que dio Freud sobre el sueño:

El sueño es, pues, una psicosis, con todos los despropósitos, formaciones delirantes y espejismos sensoriales que ella supone. Por cierto que una psicosis de duración breve, inofensiva, hasta encargada de una función útil; es introducida con la aquiescencia de la persona, y un acto de su voluntad le pone término. Pero es, con todo, una psicosis.

Según Freud, los «sueños diurnos», «fantasías» o «fantasías diurnas» (en La interpretación de los sueños utiliza indistintamente estos tres términos como sinónimos) poseen una estructura idéntica a la de los sueños que ocurren a una persona dormida, cumplen las mismas funciones psíquicas y comparten el mecanismo de formación. Sin embargo, la elaboración secundaria juega un papel más importante en los sueños diurnos y esta diferencia es un elemento a considerar en su interpretación.[cita requerida] No obstante lo anterior, y siempre subrayando la necesidad de analizar cada sueño en el contexto individual del soñante, Freud dedicó gran parte de su obra magna sobre este tema a analizar y dar una interpretación posible a los sueños típicos y a la gran cantidad de símbolos oníricos cuya indudable repetición y regularidad observó tanto entre sus pacientes, como en el abundante material bibliográfico que revisó para escribir La interpretación de los sueños.

#### Las asociaciones del soñante y la situación transferencial
La interpretación de un sueño, más que deshacer lo que el trabajo del sueño ha realizado, consistirá en descubrir y analizar ese trabajo y sus operaciones. En la obra freudiana más leída (Die Traumdeutung, La interpretación de los sueños) se utiliza la palabra «Deutung» (cuya traducción como «interpretación» no resulta ser muy exacta) para aquella técnica psicoanalítica que consiste en asignar una significación a los contenidos latentes del sueño. Esto es posible tras un análisis de su contenido manifiesto (los contenidos que recuerda el soñante y relata al analista) que conduzca a descubrir los contenidos latentes (inconscientes) de un sueño. La interpretación, por lo tanto, no opera sobre los símbolos del sueño, sino sobre las asociaciones que el paciente hace a partir de lo que recuerda de su sueño.[cita requerida] Para interpretar un sueño exitosamente, pues, se vuelven indispensables las asociaciones que el propio soñante establezca entre los elementos del texto del sueño. Tales asociaciones permitirían recuperar los eslabones faltantes para que, partiendo del contenido manifiesto, pueda colegirse el latente. La interpretación, que recorrería en sentido inverso la tarea del trabajo del sueño, a menudo no es completamente certera.
Hay otro aspecto que diferencia de manera clara la interpretación psicoanalítica de otras formas de dar significado a los símbolos de un sueño. Aquí la interpretación es parte de la técnica psicoanalítica y ocurre como proceso integrado a ella, es decir, en situación transferencial y bajo las condiciones de la técnica de asociación libre. En los textos de Freud de 1911 sobre la técnica, se destaca este aspecto de una manera enfática:

Abogo, pues, por que en el tratamiento analítico la interpretación de los sueños no se cultive como un arte autónomo, sino que su manejo se someta a las reglas técnicas que en general gobiernan la ejecución de la cura.

Así como la interpretación de los sueños representa una herramienta técnica esencial que posibilita el acceso a los contenidos inconscientes, el olvido de los sueños sería una forma de resistencia del analizando contra la develación de su inconsciente frente al analista, en particular, la exposición de su vida pulsional y las mociones de deseo. El olvido sería entonces interpretable como resistencia.

#### La participación del ello y del yo en la formación de sueños
Dos tipos de acontecimientos pueden brindar la oportunidad para que se forme un sueño: en el primero, un deseo reprimido cobra vigor durante el dormir y esto le permite alcanzar al yo (sueños desde el ello); en el segundo, un anhelo preconsciente al que no se le concedió satisfacción durante el día es investido de una intensidad suplementaria procedente de lo inconsciente (sueños desde el yo). Al resignarse la vigilia, las funciones del yo entran en un transitorio estado de reposo, lo que para Freud da cuenta del tardío nacimiento de dicha provincia anímica puesto que interpreta el dormir como la expresión de una pulsión que compelería a recuperar las condiciones de la vida intrauterina: “El dormir es un regreso tal al seno materno.” Los órganos sensoriales son entonces desinvestidos, de suerte que el vínculo entre el individuo y el mundo exterior queda suspendido; la motilidad, sobre la cual también tiene imperio el yo, es neutralizada, y se produce un aflojamiento de las inhibiciones o un debilitamiento de las contrainvestiduras que mantenían a raya lo inconsciente, con lo cual el ello adquiere una desusada libertad que no supone peligros para la conservación del yo.
Freud expone cuatro argumentos en defensa de su tesis respecto de que el ello desempeña un importante papel en las producciones oníricas. En primer lugar, los recuerdos que encuentran figuración en el sueño son harto más vastos que aquellos a los que el individuo puede reproducir cuando está despierto. A su vez, el sueño se sirve de una simbología que por lo regular escapa al conocimiento del soñante, pero cuyo sentido habría sido puesto al descubierto por el psicoanálisis y que provendría de etapas evolutivas del desarrollo del lenguaje superadas largo tiempo ha. En tercer lugar, las imágenes oníricas con frecuencia sacan a la luz impresiones infantiles de las que sería impreciso decir que han sucumbido a un olvido ordinario y que en realidad deben su carácter inconsciente a represiones consumadas sobre ellas, lo que explica que la interpretación de los sueños preste tan buenos servicios a la reconstrucción de los años primordiales de la infancia de un soñante, tarea que se acomete en el trabajo terapéutico con las neurosis. Por último, el sueño hace aflorar materiales que no corresponden ni a la infancia ni a la adultez del individuo y que, por lo mismo, Freud explica a partir de la teoría de que conciernen a la herencia arcaica de la que el niño se encuentra dotado desde su nacimiento, precipitados de las experiencias vividas por generaciones ancestrales, incluso prehistóricas, que encuentran alguna forma de expresión tanto en las sagas de los pueblos como en costumbres cristalizadas de antiguo.
Freud estima en mucho la contribución de los sueños al psicoanálisis porque los contenidos que del ello que se cuelan en el yo arrastran tras sí las modalidades de trabajo de lo inconsciente. En los “sueños desde el ello”, la elaboración onírica trata a los contenidos preconscientes en los que se expresan las mociones pulsionales del ello como si de hecho pertenecieran a tal instancia, mientras que, en los “sueños desde el yo”, el material preconsciente, que adquiere mayor intensidad a partir de la que le ceden las aspiraciones pulsionales inaccesibles a la conciencia, es relegado al estatuto de lo inconsciente. Freud define el trabajo del sueño como “un caso de elaboración inconsciente de procesos de pensamiento preconscientes”, lo que no impide que las formaciones oníricas que de él surgen sean el resultado de un compromiso entre instancias: tal es así que la propia desfiguración a la que han de someterse los impulsos del ello, así como los esfuerzos que el individuo ya despierto emprende para muñir a lo que recuerda de sus sueños de un aspecto admisible para el yo, fenómeno conocido como elaboración secundaria, corresponden ambos a la injerencia del mismo yo.

#### El sueño como guardián del dormir y como cumplimiento de deseo
En cuanto a la explicación dinámica de por qué el yo toma a su cargo la labor del trabajo del sueño, Freud sostiene que cuando un sueño se encuentra en proceso de formación dirige al yo un reclamo de satisfacción pulsional (sueños desde el ello), o bien de resolución de un conflicto o cancelación de una duda (sueños desde el yo). Sin embargo, el yo, afincado en su responsabilidad de obrar como el guardián del dormir, no puede menos que percibir tales exigencias como perturbaciones contrarias a su propósito y entonces se propone suprimirlas “mediante un acto de aparente condescendencia, contraponiendo a la demanda, para cancelarla, un cumplimiento de deseo que es inofensivo bajo esas circunstancias”. Freud reconoce la principal operación de la elaboración onírica en tal instalación de un cumplimiento de deseo en el preciso punto en el que se eleva al yo un requerimiento de una u otra clase. En el Esquema, Freud cita tres ejemplos para echar luz sobre sus elucidaciones. El primero es un sueño de hambre: en él el individuo, ya dormido, resulta afectado por esta y, aunque bien podría despertar entonces para saciarla, continúa durmiendo y produce un sueño en el que le ofrecen un banquete, con el resultado de que, así más no sea temporalmente, logra satisfacer su apetito por vía alucinatoria y evitar así el despertar. El segundo ejemplo consiste en un sueño de comodidad: un médico ha de despertar a determinado horario para llegar a tiempo a la clínica en la que trabaja, pero, en lugar de ello, sueña que ya se encuentra allí, no en calidad de galeno sino como paciente, que en tanto tal no tiene razones para dejar la cama. Por último, un sueño de necesidad sexual: el durmiente es asaltado por las ansias de tener sexo con la esposa de un amigo y termina por soñar que lo hace, aunque no con esa mujer sino con otra que en sí misma no le despierta ningún vivo interés pero que tiene el mismo nombre que aquella.
Por lo demás, esos tres ejemplos manifiestan una desusada sencillez. Con los sueños que tienen su origen en restos diurnos dejados en suspenso y reforzados durante el dormir por lo inconsciente, frecuentemente resulta difícil anoticiarse de la empero siempre necesaria intervención del factor pulsional. Freud se adelanta a los reproches a su idea de que todo sueño es un cumplimiento de deseo (reproche fundamentado en el cariz penoso, angustiante o lisa y llanamente indefinido en términos de tono sentimental que muchos de ellos exhiben) subrayando que no ha de perderse de vista que todo sueño es una formación de compromiso originado en una situación de conflicto. Lo mismo que al ello sólo le prodigue satisfacciones perfectamente podrá ―y con más razón precisamente por dispensar gozo a tendencias inconscientes― ser acogido por el yo como la oportunidad para un desprendimiento de angustia.
El resultado de los compromisos establecidos entre el yo y el ello varían de un sueño al otro: mientras que en unos el primero habrá logrado defenderse con mayor entereza frente a los embates del ello, en otros lo inconsciente podrá acceder a la conciencia tras vencer menos resistencias. Freud identifica los sueños de angustia como los que suelen presentar un material menos desfigurado. Por otro lado, si al yo en estado de reposo se le vuelve excesivamente ardua la tarea de vérselas con los requerimientos del ello, bien podrá recurrir al despertar. Aunque el sueño se proponga cancelar todo estímulo que perturbe el dormir, no siempre tiene, por supuesto, el éxito asegurado.

#### Sueños típicos
Aunque en principio el universo de contenidos manifiestos del sueño es relativamente ilimitado, existen ciertos sueños que se repiten con tal frecuencia, que la mayoría de las personas (con matices individuales) los han soñado una o varias veces. Freud denominó a esta regularidad «sueños típicos». Es importante considerar que el sueño, aparte de cumplir su función fundamental, cual es la realización de un deseo, con frecuencia es también un espacio psíquico en el que elabora un conflicto inconsciente y reproduce, por tanto, las manifestaciones de angustia, el miedo infantil al castigo u otros afectos que aparecen en este intento de resolución de la problemática inconsciente.
Los sueños típicos enumerados y analizados por Freud son los siguientes:
- Sueños de la muerte de personas queridas o cercanas.

Se trata de los sueños en que mueren miembros queridos de la familia, padres, hermanos, hijos, etc. Según si el soñante experimenta o no dolor ante estas muertes, Freud los agrupó en dos clases y determinó que aquellos en que no hay dolor, no deben considerarse típicos en estricto rigor y que la ausencia de aflicción por la pérdida puede encubrir un deseo cualquiera. Si se experimenta dolor y aflicción, en cambio, su sentido es el que aparece manifiesto en su contenido, es decir, el deseo de que desaparezca (muera) esa persona (la que a su vez puede aparecer disfrazada o desplazada en el contenido manifiesto del sueño). Sin embargo, se trata de deseos que frecuentemente no son actuales, sino deseos de la infancia temprana, reprimidos, no accesibles conscientemente. Por ejemplo, los celos y rivalidad con los hermanos son afectos que pueden estar inscritos en el inconsciente como el deseo de que desaparezcan, que se echen a un lado en la competencia por el amor de los padres, lo que se cumple en el sueño con su muerte.
- Sueños en que el soñante se ve a sí mismo desnudo y se avergüenza por ello.

En presencia de uno o varios extraños la persona se da cuenta de pronto que está desnuda o mal vestida, lo que la perturba y avergüenza. Aunque desea escapar de la situación, alguna inhibición impide que pueda moverse del sitio, quedando entonces expuesta a la situación penosa sin poder ocultar su desnudez. En este sueño las personas extrañas no muestran ninguna sorpresa por la desnudez o por la vestimenta inadecuada (camisón de dormir, por ejemplo) sino que se muestran indiferentes, ni se burlan, ni se enojan, ni lo reprenden. Freud analizó que justamente este «rasgo chocante» se elimina por el cumplimiento del deseo y el otro (la desnudez y la propia turbación ante ella) permanece, de modo que el conjunto parece no armonizar. Este sueño, de carácter exhibicionista reproduciría una situación infantil desprovista de vergüenza. Freud alude a la representación de aquella infancia temprana que en retrospectiva aparece como un paraíso, el que no sería otra cosa que «la fantasía colectiva de la infancia del individuo». Por esta razón, en el paraíso imaginado, los seres humanos están desnudos y no se avergüenzan unos de otros por esta condición. Estos sueños, Freud los denominó «de exhibición» y asignó a los matices en la forma de presentación cierto valor clínico. Observó al respecto que en las neurosis (tanto en la histeria, como en la neurosis obsesiva) el sueño omite sistemáticamente a las personas reales que despertaron interés sexual en la infancia del paciente, de modo que «muchas personas, extrañas e indiferentes» aparecen para representar el opuesto del verdadero deseo secreto e inconsciente (una única persona familiar a la que se ofrece el desnudo) y que solamente en la paranoia aparece en el sueño este espectador real.
- Sueños de examen o prueba relevante que se tiene que rendir en los estudios.

Este sueño en su forma típica se produce no antes, sino después de haber dado un examen, o una prueba importante. Se sueña con gran angustia que hay que volver a rendir la prueba o que se ha fracasado en el examen y hay que repetir un curso. Freud analizó que en estos sueños se reviven los castigos de la infancia por nuestras faltas lo que se enlaza con el temor a poner a prueba las capacidades adquiridas en los estudios. Por lo general este sueño se produce cuando ha de decidirse algo importante al día siguiente en lo que se teme fracasar, de modo que resulta tranquilizador y de alivia la angustia que ya se mostró como injustificada (puesto que en realidad el examen ya ocurrió y la experiencia fue coronada por el éxito). Es como si el sueño dijera al sujeto: "No tengas miedo de lo que tienes que rendir mañana. Recuerda la angustia injustificada que sentiste antes de aquél examen y luego todo salió bien".
- Sueños en el que hay un viaje importante, pero se pierde el tren, el avión o algún otro medio de transporte.

En el análisis de Freud, estos sueños tendrían la función de mitigar la angustia que produce la propia muerte. Mientras la partida del tren simboliza el morir, el perderlo, no partir, no subirse al tren, significa salvarse de la muerte. El sueño cumple así una función tranquilizadora (cual si dijera al soñante «No temas, tranquilo, no te pasará nada»). Es decir, tal como ocurre con los sueños de examen, la expresión del consuelo aparece anudada a la angustia.
Hasta aquí se han enumerado los sueños típicos de igual sentido, pero Freud distinguió además otro grupo, también típicos, pero en los que solo el contenido manifiesto es igual o muy similar, pero su significado o sentido puede ser muy diverso. Entre ellos se cuentan:
- Sueños de movimiento en el agua (nadar, flotar, bucear) y en el aire (volar, elevarse)

Proceden de la misma fuente, pero tienen un significado completamente individual. Según Freud, la fuente es siempre un recuerdo infantil donde ese movimiento estuvo involucrado de manera relevante y casi siempre se trataría de un movimiento asociado a excitación sexual.
Sin embargo, aparte de esa fuente común, en el plano simbólico pueden representar cosas muy diversas. Volar o elevarse podría simbolizar el deseo de sobresalir o de ponerse por encima de los demás, pero también puede estar asociado a la idea de libertad (libre como un ave) o de santidad (estar en el cielo, volar como los ángeles). Citando al médico y psicoanalista vienés Paul Federn, Freud relaciona este sueño también con la erección. Por otra parte, nadar o mojarse puede tener también — aparte de la connotación sexual o el revivir en sueños el placer de mojarse en la cama, al que se vieron obligados a renunciar hace ya mucho tiempo — un significado de sumergirse, o de ir a lo más profundo, etc.
- Sueños de desplazamiento dificultoso por espacios estrechos (generalmente angustiosos).

El soñante avanza a duras penas a través de túneles u otros espacios cerrados o estrechos, los que a veces pueden estar sumergidos en el agua. La fuente de estas composiciones oníricas casi siempre es la representación de la vida en el útero materno o las fantasías del nacimiento. Estos sueños se pueden relacionar con temores (por ejemplo con el miedo a ser enterrado vivo, que muchos pacientes experimentan y frecuentemente relatan en las sesiones terapéuticas). A veces se instala sobre esta fantasía la creencia en una vida futura tras la muerte, supervivencia que Freud analiza como la defensa ante la angustia que causa la muerte, por la vía de una proyección a futuro de la vida prenatal.
- Sueños de caída.

Casi siempre se trata de sueños de angustia y con frecuencia el "caer" tiene el significado sexual de "entregarse" o "caer o sucumbir a la tentación sexual", particularmente cuando el soñante es una mujer. Pero también puede simbolizar el deseo de consuelo del sujeto, de ser asistido, acariciado y mimado como lo era la infancia por los padres cuando se caía.
- Sueños de asaltantes nocturnos, de persecución por animales, de amenaza con dagas o cuchillos.

Estos sueños también son frecuentes en personas que sufren angustia. En particular, el ladrón nocturno aparece también como la figura hacia quien se orientan las diversas medidas precautorias que toman las personas neuróticas antes de poder dormirse.

#### Símbolos oníricos
El contenido latente de los sueños, las ideas y deseos inconscientes se expresan en un lenguaje figurado, simbólico. Freud notó que con toda regularidad la elaboración onírica recurría con sus símbolos a la expresión de relaciones existentes en la infancia muy temprana del soñante, aún antes de que desarrollara el lenguaje. En sentido estricto, es esta característica de la elaboración onírica la que Freud calificó de "regresiva".
Otra característica general que observó Freud en los sueños consiste en que la persona siempre participa de la trama onírica. Si no interviene directamente (a veces el soñante relata que ha experimentado el sueño como observador de una película), el análisis siempre hace posible revelar a la persona ajena que lo representa.
La interpretación de los sueños permite afirmar con cierto grado de certeza que cada elemento manifiesto está siempre en representación de otro elemento latente. Así, un sueño puede ser «leído» como un jeroglífico, donde cada elemento del contenido manifiesto está en una relación simbólica con una idea latente que es inconsciente. La representación disfrazada de ideas latentes es posible gracias a este simbolismo. Evidentemente el significado de los sueños es siempre individual, debido a que esta relación simbólica lo es: tiene que ver en primer término con la vida personal del sujeto, su biografía, vínculos y relaciones reales. Soñar que se está volando, por ejemplo, obviamente no significa lo mismo para un piloto de avión que para un minero; tampoco puede tener el mismo significado que aparezca un elefante, con independencia de que el soñante viva en África o en Europa Central.
Aun así, existen ciertos elementos que se repiten con tal frecuencia que pueden ser llamados «símbolos oníricos» con toda propiedad. A continuación algunos ejemplos de símbolos que Freud describió como regularidades:
| Símbolo onírico (elementos manifiestos) | Idea latente (lo que suele simbolizar)                             |
| --- | ------------------------------------------------------------------ |
| Cualquier autoridad: - Rey - Gobernante - Príncipe - Obispo Astro: - Sol | Padre                                                              |
| Figura: - Reina - Diosa Astro: - Luna | Madre                                                              |
| - Extracción o caída de muelas y dientes - Caída del pelo - Mutilaciones y cortes en el propio cuerpo | Castración                                                         |
| - Lagartijas - Múltiples penes | Castración (defensa)                                               |
| - Viaje - Partir - Ausencia - Abandono - Separación | Muerte                                                             |
| Actividades corporales rítmicas: - Bailar - Cabalgar - Nadar - Subir y bajar escaleras Otros movimientos que denotan colisión: - Lucha, peleas - Choques | Acto sexual                                                        |
| Contenedores: - Cajas - Cofres - Bolsos y bolsillos - Cajones de estanterías Espacios con una entrada o con caminos: - Habitaciones - Cuevas - Barcos - Minas - Jardín Objetos: - Joyas - Ropa blanca - Estufas Otras partes del cuerpo: - Boca - Oídos                                                        | Genitales femeninos (a veces, más en general, cuerpo de una mujer) |
| Objetos punzantes: - Puñales - Cuchillos - Espadas Objetos de forma alargada: - Tallos, troncos - Bastones, palos Armas de fuego: - Fusiles - Pistolas - Cañones Animales y otros objetos: - Serpientes - Peces - Cola de un animal - Corbatas - Sombrero Otras partes del cuerpo: - Brazo, mano - Pierna, pie | Pene                                                               |
| - Sumergirse y salir del agua - Puente sobre el agua - Rescatar a alguien del agua | Nacimiento, convertir en madre a una mujer                         |
| - Parásitos - Pequeños animales | Niños (usualmente hermanos o hijos)                                |
| - Dulces - Golosinas | Placer sexual                                                      |
| - Tacones - Araña | Madre fálica                                                       |

### Psicología analítica

#### Los sueños en la psicología de Jung

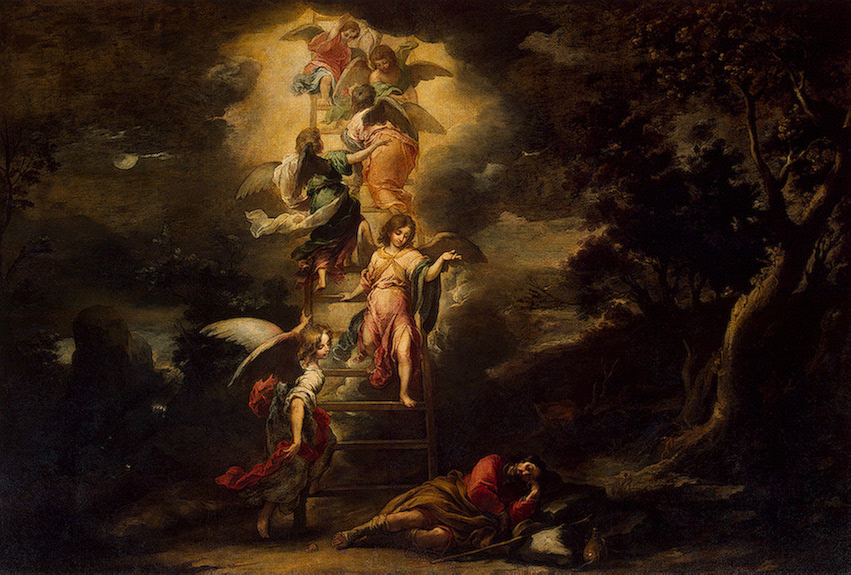
El sueño de Jacob, Bartolomé Esteban Murillo, 1660-1665, Museo del Hermitage, San Petersburgo.

De entre todos los sucesores de Freud, Jung fue el que se ocupó más a fondo de la "interpretación de los sueños". Hasta la ruptura definitiva con Freud en 1913, Jung siguió durante mucho tiempo bajo la fascinación de las ideas freudianas, echándose de menos una auténtica toma de postura. Acontecida la ruptura, se iniciaría, simultáneamente, un punto de inflexión en las publicaciones en torno a la teoría de los sueños. Será en dos obras en las que aparezcan por primera vez los puntos de vista de la finalidad y la compensación, tan esclarecedores para la comprensión de la psicología de los sueños:
1. Puntos de vista generales acerca de la psicología de los sueños (1916)[46]
2. Sobre el significado de lo inconsciente en psicopatología (1914)[47]

En la investigación de los sueños Jung pudo remitirse a varios predecesores:
1. Eugen Bleuler, que ya en 1910 había afirmado la importancia del afecto y del conflicto afectivo en los sueños, considerando esencial la recíproca inhibición de afectos contradictorios. Fue uno de los primeros en establecer la función onírica como categoría puramente psicológica, en concreto como elaboración psicológica de los complejos.
2. Herbert Silberer, cuyos trabajos sobre la investigación de los símbolos contaron reiteradamente con la aprobación de Jung: Imaginación y mito (1909) y Problemas de la mística y su simbolismo (1914).
3. Alphonse Maeder, responsable del descubrimiento de la función prospectivo-finalista de los sueños.

Maeder ha subrayado enérgicamente la importancia prospectivo-final del sueño en el sentido de una función inconsciente y propositiva, que prepara la solución de los conflictos y problemas actuales e intenta representarla mediante unos símbolos elegidos a tientas.

Tras la avanzada de Maeder, Jung presentó Puntos de vista generales acerca de la psicología de los sueños (1914/1916), constituyendo la afirmación básica de una función compensatoria en los sueños. No será por tanto hasta 1914 que desarrolle una teoría de los sueños propiamente dicha: la teoría de la compensación, tras mencionar inicialmente ya en 1908 el carácter finalista (Zielstrebigkeit) de lo psíquico y la significación anticipatoria de los sueños, descubierta en 1912 (Transformaciones y símbolos de la libido).

##### El sueño como manifestación del inconsciente
"Nuestro problema especial del análisis de los sueños depende de la hipótesis de lo inconsciente. Sin ella, el sueño es simplemente un lusus naturae, un conglomerado absurdo de restos diurnos fragmentarios". La concepción de los sueños dependía así del modo en que se entendiera lo inconsciente. Consecuentemente, sus divergencias respecto de la teorización freudiana propiciaron una psicología de los sueños propia. El carácter creador y espontáneo de lo inconsciente se expresaba en el mundo onírico, relegando cualquier reduccionismo a deseos infantiles. Los sueños eran a su vez un acontecer orientado hacia una meta, manifestándose un sentido y una finalidad. También consideraba importante que los sueños se remontaran hasta los estratos arcaicos de la vida psíquica, explicándose así el significado simbólico que los caracteriza. Para la comprensión de los mismos resultaba esencial la distinción entre inconsciente personal y colectivo. La consecuencia de ello era la consideración de los sueños no solo como fuentes de información acerca de los problemas personales, sino también lugares donde se revelaba el contenido de sentido arquetípico del fondo anímico. Mientras que para Freud el sentido de los sueños implicaba una determinación causal, siendo en esencia un signo representativo, Jung les concedía un significado simbólico, eran una unidad significativa, una expresión simbólica del inconsciente, cuyo sentido solo se producía por el esclarecimiento de lo que todavía era desconocido.

##### ¿Desfiguración o configuración simbólica?
Paulatinamente a la separación mutua entre ambos autores en 1913, Jung rechazaría finalmente la existencia de una instancia censora responsable de una desfiguración y un trabajo oníricos. Y es que no era la instancia censora la responsable de la falta de transparencia del contenido de los sueños, sino el propio fondo anímico, debido a la mutua y universal contaminación de todos los contenidos inconscientes. Quedaba así también en entredicho la distinción entre contenido latente y manifiesto, fundamentada en la existencia de la censura. Si para Freud la falta de claridad del contenido manifiesto se debía a su condición de disfraz del sentido auténtico, para Jung su carácter indescifrable era la expresión espontánea del acontecer de fondo que escapaba a la transparencia racional. De dicha incomprensibilidad nacía la necesidad de la interpretación, primordial a ojos de ambos investigadores, pero mientras Freud la explicaba como un retorno a las causas sabidas del inconsciente, Jung hallaba en ella un arte cuyo sentido profundo se revelaba en la comprensión de los símbolos.

Pero en la mayor parte de las casas la «fachada» no es un engaño ni una caricatura, sino que corresponde al contenido de la casa o incluso lo delata sin más. También la imagen onírica manifiesta es el sueño mismo y contiene todo el sentido. Si encuentro azúcar en la orina, es azúcar y no una mera fachada de la albúmina. Lo que Freud llama «fachada del sueño» es la opacidad del sueño, y en realidad esto es una mera proyección del no-comprender, es decir: solo se habla de «fachada» porque no se conoce el sueño. Sería mejor decir que se trata de algo así como un texto incomprensible que no es que tenga una fachada, sino que nosotros no lo sabemos leer. Entonces no necesitaremos interpretar lo que pueda haber detrás, sino que primero tendremos que aprender a leer.

##### Cumplimiento de un deseo o autorretrato
Del mismo modo que rechazara un modelo de inconsciente fundamentado exclusivamente en la represión del deseo, tampoco el acontecer onírico sería fruto de un cumplimiento deformado de un deseo. Así como la tendencia reguladora de la psique no podía basarse en el principio de placer y la desgana, tampoco podía constituirse en exclusividad el deseo sexual como motor del sueño. Existía una base teleológica en lo inconsciente no condicionada por la pulsión, toda tendencia a la autoconsumación de la psique incluía además de la satisfacción libidinal la consecución de fines espirituales o intelectuales. Para Jung existía una diversidad pulsional no ceñida al carácter sexual, pulsión indiferenciada que iba siempre acompañada de imágenes y motivos arquetípicos.

La idea de que los sueños son el cumplimiento de deseos reprimidos está superada desde hace mucho tiempo. Sin duda, algunos sueños exponen deseos o miedos cumplidos, pero hay muchos tipos más de sueños. Los sueños pueden ser verdades implacables, sentencias filosóficas, ilusiones, fantasías desenfrenadas, recuerdos, planes, anticipaciones, visiones telepáticas, experiencias irracionales y Dios sabe cuántas cosas más.

Para Jung el sueño no era patrimonio exclusivo de lo despreciable e inferior. Lo inconsciente expresaba a su vez novedosas formaciones creativas así como tendencias de desarrollo positivo. En el sueño podían manifestarse tendencias morales y nuevas posibilidades intelectuales.
Ya en 1913 propondría Jung frente a la concepción biologicista del cumplimiento de deseo de Freud una concepción de los sueños de base puramente psicológica: el autorretrato. El sueño es una autorrepresentación espontánea de la situación actual de lo inconsciente expresada simbólicamente.
Sin embargo, a esta primera tentativa de comprensión del sueño le llegaría al año siguiente aquella que relegaría a todas las demás: la función compensatoria de los sueños.

#### De la preservación del sueño a la función compensatoria

##### Sueños y sueño

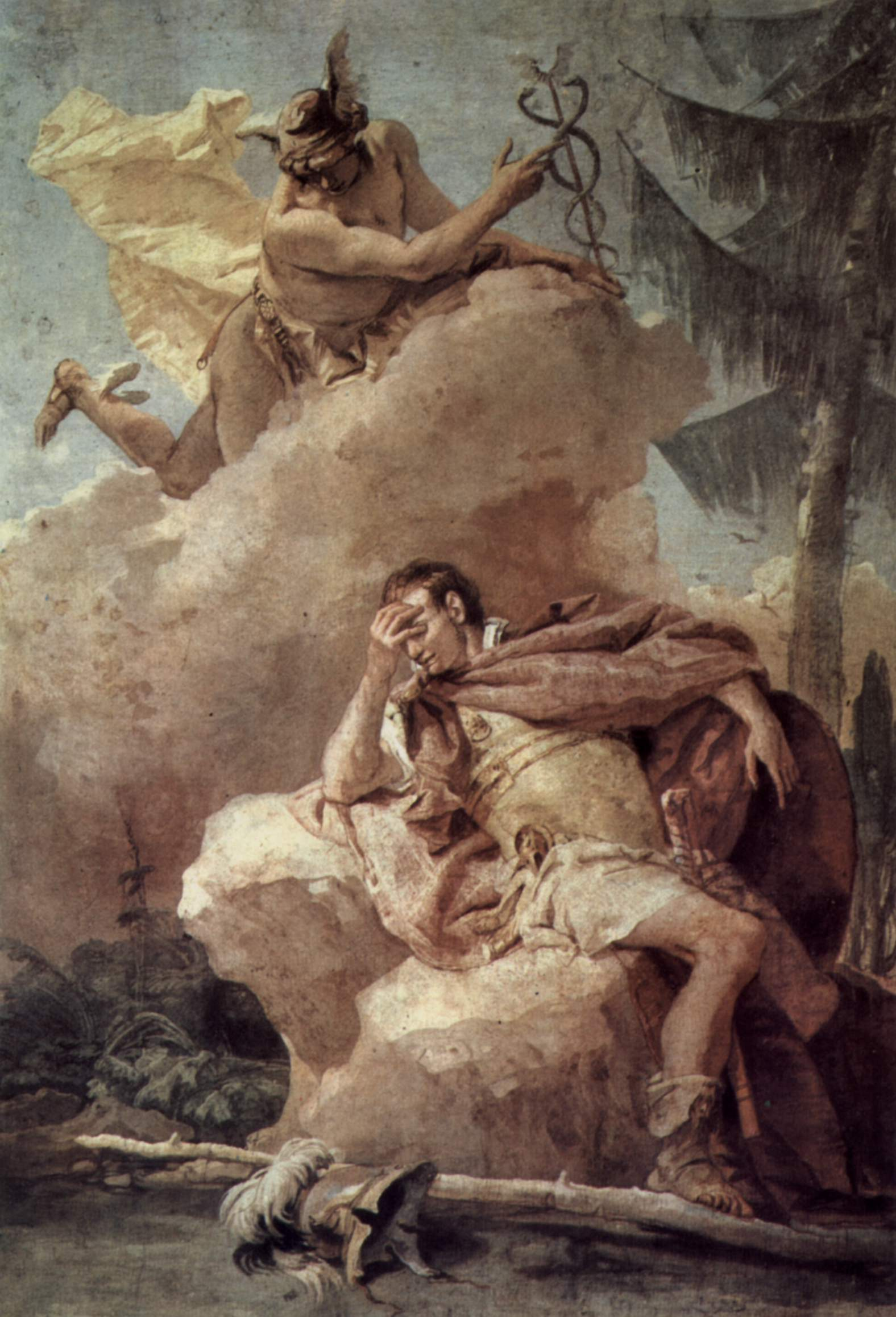
Frescos en la Villa Valmarana, Vicenza. Escena: Mercurio se aparece a Eneas en un sueño y le insta a abandonar Cartago. Giovanni Battista Tiepolo, 1757.

Jung concordaba con Freud en conceder a los sueños una posición de excepción sobre la base de las condiciones del sueño, fundamentada en los distintos grados de abaissement du niveau mental. Sin embargo, esta reducción del nivel de conciencia del yo unida al sueño y al dormir no equivalía para Jung a una reducción de la actividad psíquica. Al contrario, tal y como había comprobado anteriormente, la actividad de los complejos no se suprimía, admitiendo por tanto un aumento de intensidad de la vida interior durante el sueño, llegando incluso a interrumpirlo.
De este modo se constataba que además de la consideración freudiana de que en los sueños se contenían emociones penosas, el soñar también iba acompañado de emociones intensas incitando el despertar. Aun cuando Jung aceptara cierta función biológica en tales fenómenos, en el sentido de que la función esencial de los sueños es mantenernos dormidos y que la inducción al despertar hablara del carácter perturbador del sueño o de su aspecto perjudicial para la vida, le resultó mucho más interesante una función psicológica.
De este modo comprobó que la represión emocional en los sueños no cumplía la finalidad biológica de la preservación del sueño, pudiendo incluso eliminar efectos negativos e inhibidores del desarrollo sobre la psique. Pero también se producía todo lo contrario. El incremento de la intensidad de las emociones en los sueños representaba también una fuente de valores impulsores de la vida. En definitiva, se convencía gradualmente de que uno de los valores fundamentales del fenómeno onírico residía en inducir a una orientación consciente, una invitación a reflexionar y a enfrentarse con los contenidos inconscientes.

Por esa razón he llegado a pensar que la concepción de Freud que considera como función esencial de los sueños cumplir los deseos y mantenernos dormidos es demasiado estrecha, aun cuando la idea fundamental de una función biológica compensadora es sin duda cierta. Esta función compensadora tiene que ver, solo en una medida limitada, con estar dormido; mucha más importancia tiene con respecto a la vida consciente. Los sueños se comportan de manera compensatoria en relación con la respectiva situación consciente. Si es posible, nos mantienen dormidos, cosa que hacen forzosa y automáticamente bajo la influencia de nuestro estado durmiente; pero también interrumpen dicho estado cuando su función lo exige, es decir, cuando los contenidos compensatorios son tan intensos como para interrumpirlo. Un contenido compensatorio es especialmente intenso cuando tiene una importancia vital para la orientación consciente.

##### Sobre la función compensatoria de los sueños
Jung fue el primero en establecer en la psicología empírica la hipótesis de que los sueños tienen una relación compensatoria con la situación de la conciencia que se dé en cada caso en el soñante. Tuvo que recorrer un largo camino hasta descubrir la compensación como tendencia general de la psique inconsciente. Confirmada inicialmente en los fenómenos psicopatológicos, la compensación no se limitaba a ellos, sino que era, sin más, una ley fundamental del inconsciente.

En las personas normales, la misión principal del inconsciente consiste en actuar de manera compensatoria y establecer un equilibrio. Todas las tendencias conscientes extremas se ven suavizadas y moderadas por un contraimpulso en el inconsciente.

Concepción completada en 1914 precisamente gracias al hecho de que la función onírica representa un contrapeso de la situación psicológica consciente. En definitiva, colocó la autorregulación en el campo de lo psíquico junto a la actividad reguladora en la vida orgánica.

En tanto que sistema autorregulador, el alma está equilibrada, igual que la vida del cuerpo. Para todos los procesos excesivos se producen en seguida y forzosamente compensaciones, sin las cuales no habría ni un metabolismo normal ni una psique normal. En este sentido, se puede ver en la compensación una regla fundamental del funcionamiento psíquico. El defecto aquí causa un exceso allí.

En términos muy generales la compensación era un intento de establecer puentes entre los opuestos psíquicos gobernado por la propia psique, reconociendo en ella una regla universal válida para todas las formaciones psíquicas. A nivel onírico, existen tres posibilidades:

Cuando la actitud de la consciencia con respecto a la situación vital es muy unilateral, el sueño se sitúa en el lado opuesto. Si la consciencia tiene una actitud relativamente próxima al «punto medio», el sueño se conforma con variantes. Si en cambio la actitud de la consciencia es «correcta» (adecuada), el sueño coincide y subraya la tendencia de aquella, aunque sin perder por ello su peculiar autonomía.

Jung hizo especial hincapié en la compensación arquetípica o mitológica, incluyendo la compensación religiosa, procedente de las capas profundas de la psique. En los "grandes sueños" de este tipo se producían compensaciones que buscaban conseguir una mejor adaptación del soñante a los cambios físicos, a las tendencias hacia la autorrealización o al espíritu de la época. También diferenció la función prospectiva de los sueños de su función compensatoria, entendiendo la primera como una anticipación de futuras acciones conscientes, considerando injustificado denominarla profética.

Aunque en mi opinión la función prospectiva es una propiedad esencial del sueño, conviene no sobrevalorar esta función, pues de lo contrario acabaríamos opinando que el sueño es una especie de psicopompo que a partir de un conocimiento superior es capaz de proporcionar a la vida una dirección infalible. Si bien por una parte se subestima la importancia psicológica del sueño, también quien se ocupa demasiado del análisis de los sueños corre el peligro de sobrevalorar la importancia de lo inconsciente para la vida real.

Aunque en su gran mayoría los sueños son compensatorios, en algunos casos no lo son. Los sueños no compensatorios pueden clasificarse en anticipatorios, traumáticos, extrasensoriales y proféticos.

#### Sentido de los sueños e interpretación

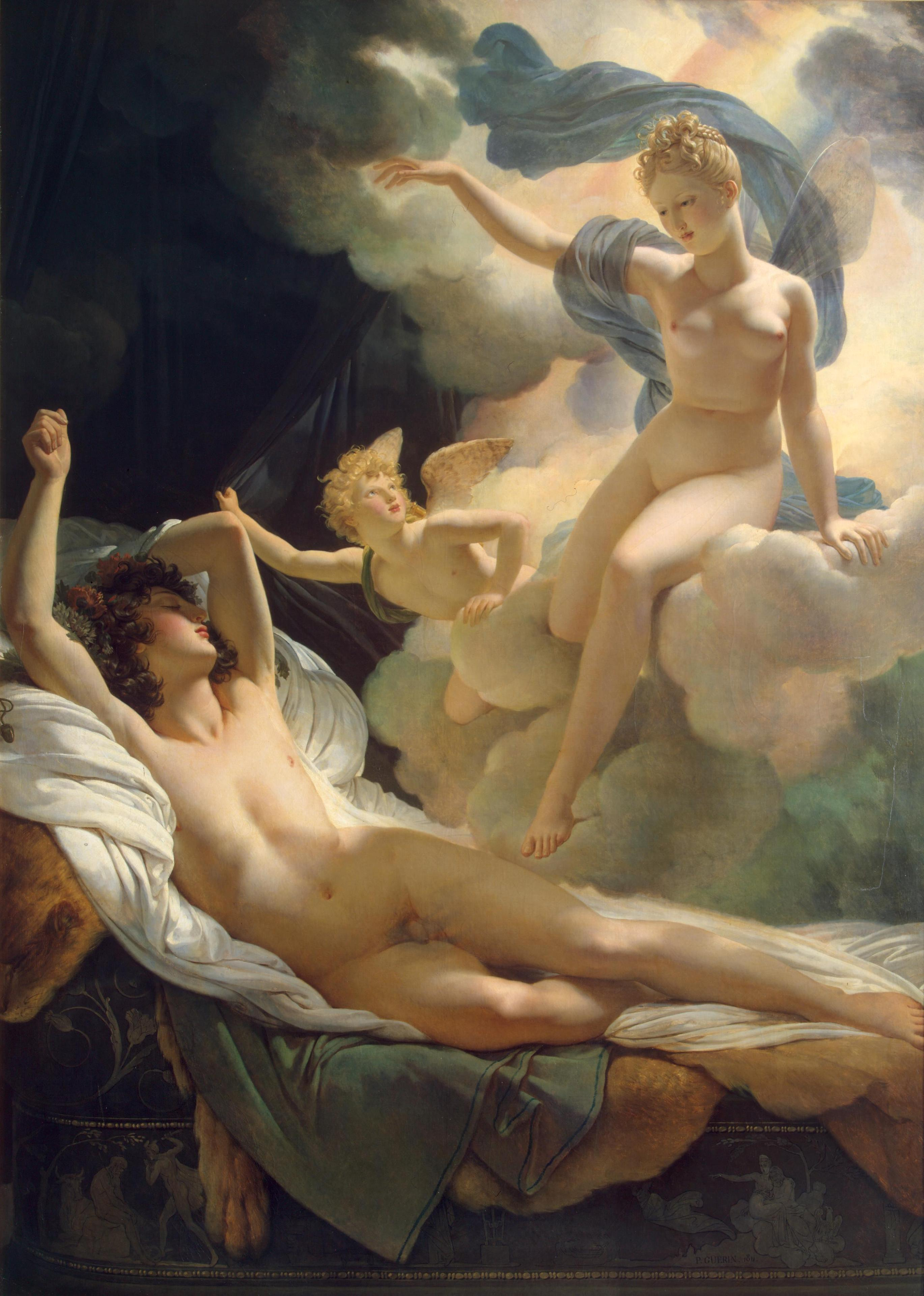
Morfeo e Iris, de Pierre-Narcisse Guérin (1811).

Formalmente, Jung siguió ateniéndose a las directrices freudianas. Sin embargo, su aportación genuina se manifestó en el contenido de sentido de los sueños. Mientras Freud entendía los sueños como fragmentos de un conjunto relacionado de recuerdos con determinación causal, Jung veía en ellos partes del acontecer orientado hacia un fin que evidenciaba imágenes, valores y símbolos arquetípicos. Los sueños no eran un signo sintomático, sino una manifestación creadora espontánea de las profundidades anímicas. Si para Freud el sentido de los sueños era equivalente al conocimiento de sus causas, Jung veía en el sentido un valor de significado resultante de la relación del sueño con el conjunto. Si para el primero la búsqueda de sentido se detenía en el descubrimiento de vivencias reprimidas, para el segundo el interés radicaba en la profundización del autoconocimiento y de la autocomprensión.
Concebidos los sueños como una trama de relaciones simbólicas alrededor de un núcleo de significado, se daba también su sentido mediante la relación de este núcleo con las estructuras de significado supraordenadas en la psique, en la escala superior de la totalidad. El sentido inmanente de los sueños se halla mediante la aclaración de su unidad de sentido y el sentido trascendente por la aclaración de la relación del yo consciente con el núcleo significativo.
Jung ponía frente al explicar, el comprender; frente a la interpretación de los signos, el procedimiento hermenéutico. Unificaba, en definitiva, la metodología de los sueños a tres niveles no excluyentes, considerando los dos últimos más fructíferos que el primero:
1. Método reductor, causal, basado en la explicación, que se retrotraía hasta las fijaciones instintivas de la infancia (Freud).
2. Método finalista, prospectivo, referido al sentido y finalidad de la realización del individuo.
3. Método hermenéutico, basado en la comprensión de los símbolos oníricos arquetípicos.

La comprensión hermenéutica implicaba así complementar la asociación libre con la técnica de la amplificación, progresando desde la interpretación a un nivel personal hasta un nivel colectivo. Presuponía a su vez tomar en cuenta determinados caminos simbólicos previamente trazados, o líneas de vida individualmente trazadas. Basándose en series de sueños (sueños sucesivos y relacionados entre sí) verificó una continuidad en el fluir de imágenes inconscientes, así como un proceso de desarrollo de la personalidad, una regularidad interna prefijada, con un orden interior, al que denominaría proceso de individuación.

##### Interpretación de los sueños y situación de la conciencia
Como segunda etapa en la interpretación de los sueños, tras la elaboración del sentido onírico inmanente, venía poner en relación el sentido de un sueño con la situación de conciencia del soñante, para lo cual era siempre orientadora la pregunta: ¿qué actitud consciente resulta compensada por el sueño? Sin el conocimiento de la situación consciente nunca podía interpretarse el sueño con seguridad. Así, dependiendo del material onírico, el intérprete corregía la actitud consciente complementándola, llamaba la atención sobre tendencias contrarias, o se ceñía a la compensación primigenia procedente de la simbología arquetípica. A nivel metodológico:
1. Método reductivo-causal, preferente en Freud, limitado en Jung a casos de obligado retrotraerse a lo primitivo y elemental, haciendo recuperar al soñante la medida adecuada. El psicoterapeuta llama la atención del soñante sobre sus "ilusiones, ficciones y exageraciones" así como su perseverancia en el infantilismo.
2. Método prospectivo-finalista, destacándose las tendencias susceptibles de desarrollo del soñante, completando así su actitud consciente.
3. Método hermenéutico, ampliando la actitud consciente por referencia retroactiva del yo a los valores depositados en las imágenes arcaicas y arquetípicas, con la finalidad de reconciliar lo arcaico con la imagen consciente del mundo.

##### Asimilación del sentido del sueño
El objeto de la interpretación onírica para Jung era la asimilación del sentido inmanente del sueño a la situación de la conciencia, representando la tercera etapa de la interpretación de los sueños. Jung no encontraba ni mucho menos que, descubriéndose el sentido del sueño, se garantizara su adecuada incorporación a la consciencia. El soñante tenía que conseguir la interpenetración recíproca de los contenidos conscientes e inconscientes. La asimilación aludía así a un acercamiento e igualamiento alternativos de las valoraciones opuestas de consciente e inconsciente, superándose una disociación de la personalidad aún existente.

### Histórica
- Artemidoro (1989). La interpretación de los sueños. Intr., trad. y notas de E. Ruiz García. Rev.: Carlos García Gual. Madrid: Editorial Gredos. ISBN 978-84-249-1393-9.
- Beradt, Charlotte (2021). El Tercer Reich de los sueños. Testimonios oníricos durante el nazismo, traducción del alemán de Leandro Levi y Soledad Nívoli. Pepitas Editorial. ISBN 978-84-17386-78-8.[85]
- Caillois, Roger (2020). Poder del sueño. Relatos antiguos y modernos reunidos y presentados por Roger Caillois. Colección Ars brevis. Ediciones Atalanta. ISBN 978-84-120743-8-3.[86]
- Cardano, Gerolamo (1999). El libro de los sueños. Asociación Española de Neuropsiquiatría. ISBN 978-84-921633-9-7.
- Cox Miller, Patricia (2002). Los sueños en la antigüedad tardía. Estudios sobre el imaginario de una cultura. Traducción María Tabuyo y Agustín López. Madrid: Ediciones Siruela. ISBN 978-84-7844-638-4.
- Dodds, Eric Robertson (1999). Los griegos y lo irracional. Madrid: Alianza Editorial. ISBN 9788420667348.
- Kingsley, Peter (2006). En los oscuros lugares del saber. Colección Memoria mundi (quinta edición). Vilaür: Ediciones Atalanta. ISBN 978-84-934625-7-4.
- Pérez Cortés, Sergio (2017). Soñar en la antigüedad. Los soñadores y su experiencia. Barcelona: Anthropos Editorial. ISBN 9788416421732.
- José Rallo Romero, Francisco Martí Felipo y Miguel Ángel Jiménez-Arriero (2014). Los sueños de Santiago Ramón y Cajal. Sus teorías sobre el ensueño desde la crítica a las teorías oníricas de Freud. Madrid: Biblioteca Nueva. ISBN 978-84-16170-34-0.
- Ribeiro, Sidarta (2021). El oráculo de la noche. Historia y ciencia de los sueños. Editorial Debate. ISBN 9788499928050.
- Shamdasani, Sonu (2018). «Capítulo 2. Noche y día». Jung y la creación de la psicología moderna. Colección Memoria mundi 124. Traducción Fernando Borrajo, correcciones Enrique Galán Santamaría, cartoné, 660 páginas. Vilaür: Ediciones Atalanta. pp. 169-261. ISBN 978-84-949054-0-7.
- Siruela, Jacobo (2010). El mundo bajo los párpados. Colección Imaginatio vera (cuarta edición). Vilaür: Ediciones Atalanta. ISBN 9788494523199.

### Psicológica

#### Psicoanálisis
- Sigmund Freud (1900). Obras completas. Volumen IV. La interpretación de los sueños (I). Traducción José Luis Etcheverry. Buenos Aires & Madrid: Amorrortu Editores. ISBN 978-950-518-580-1.
- – (1900-1901). Obras completas. Volumen V. La interpretación de los sueños (II) y Sobre el sueño. Traducción José Luis Etcheverry. Buenos Aires & Madrid: Amorrortu editores. ISBN 978-950-518-581-8.
- Freud, Sigmund (2013). «Esquema del psicoanálisis». Obras completas (José Luis Etcheverry, trad.). XXIII - Moisés y la religión monoteísta, Esquema del psicoanálisis y otras obras (1937-1939). Buenos Aires: Amorrortu Editores. pp. 133-209. ISBN 978-950-518-599-3.
- Jean Laplanche & Jean-Bertrand Pontalis (1996). Diccionario de psicoanálisis. Traducción Fernando Gimeno Cervantes. Barcelona: Ediciones Paidós. ISBN 9788449302558.

#### Psicología analítica
C. G. Jung nunca intentó realizar una consolidación de sus aportes en este campo, por lo que su plasmación queda repartida a lo largo de toda su obra completa siendo escasos los trabajos que lo sistematizan. Solo a posteriori varios autores posjunguianos trataron de solventar dicha carencia, entre los que destaca Mary Ann Mattoon. Dicha autora señala como fuente primaria las siguientes obras:
1. El análisis de los sueños (1909) OC 4
2. Una contribución al conocimiento de los sueños con números (1910/1911) OC 4
3. Puntos de vista generales acerca de la psicología de los sueños (1916/1948) OC 8
4. De la esencia de los sueños (1945/1948) OC 8
5. Símbolos oníricos del proceso de individuación (1944) OC 12
6. La aplicabilidad práctica del análisis de los sueños (1934) OC 16

Destacan además:
1. Los símbolos y la interpretación de los sueños (1961) OC 18/1
2. Recuerdos, sueños, pensamientos (1961) Autobiografía
3. Análisis de sueños [1928-30] (1984) Seminario
4. Sueños infantiles [1936/1941] (1987) Seminario

Autores posjunguianos
- Liliane Frey-Rohn (1991, 2006). De Freud a Jung. México: Fondo de Cultura Económica. ISBN 978-968-16-3521-3.
- James A. Hall (2020). Interpretación junguiana de los sueños. Manual de teoría y práctica. Ediciones Obelisco. ISBN 978-84-9111-545-8.
- James Hillman (2004). El sueño y el inframundo. Barcelona: Paidós Ibérica. ISBN 978-84-493-1568-8.
- Mary Ann Mattoon (1980). El análisis junguiano de los sueños. Barcelona: Ediciones Paidós.
- Marie-Louise von Franz en conversaciones con Fraser Boa (2007). El camino de los sueños. Tercera edición. Santiago de Chile: Editorial Cuatro Vientos. ISBN 978-956-242-036-5.
- – (1992). Sobre los sueños y la muerte. Una interpretación junguiana. Barcelona: Kairós. ISBN 978-84-7245-240-4.